# Слани
Слани (чеш. Slaný) су град у Чешкој Републици, у оквиру историјске покрајине Бохемије. Слани су значајан град у оквиру управне јединице Средњочешки крај и једно од већих насеља округа Кладно.

## Географија
Слани се налазе у северозападном делу Чешке републике. Град је удаљен од 35 km северозападно од главног града Прага.
Град Слани је смештен у области северозападне Бохемије. Надморска висина града је око 230 m. Град се налази исшпод истоименог Сланског брда, дела Чехоморавског побрђа.

## Историја
Подручје Сланих било је насељено још у доба праисторије. Насеље под данашњим називом први пут се у писаним документима спомиње 750. године. Насеље 1295. године добило градска права. Градско становништво учествовало је у свим важнијим догађајима чешке историје (Хуситски ратови, Битка на Белој гори).
Године 1919. Слани су постали део новоосноване Чехословачке. У време комунизма град је нагло индустријализован (хемијска индустрија). После осамостаљења Чешке дошло је до опадања активности тешке индустрије и до проблема са преструктурирањем привреде.

## Становништво
Слани данас имају око 15.000 становника и последњих година број становника у граду расте. Поред Чеха у граду живе и Словаци и Роми.

## Галерија
- Трг св. Готхарда у Сланима
- Градска Црква св. Тројице
- Хусова улица -пешачка зона у граду
- Градска кућа у Сланима

## Партнерски градови
- Пегниц